# ادی گیل
ادی گیل (انگلیسی: Eddie Gill؛ زادهٔ ۱۶ اوت ۱۹۷۸) بازیکن بسکتبال اهل ایالات متحده آمریکا است.
از باشگاه‌هایی که در آن بازی کرده‌است می‌توان به ایندیانا پیسرز، ممفیس گریزلیز، پورتلند تریل بلیزرز، و میلواکی باکس اشاره کرد.